# Єрихон
Єрихон (івр. יְרִיחוֹ,Yərīḥō, араб. أريحا, ʼArīḥā [ʔaˈriːħaː]) — місто в Палестині, що розташоване на Західному березі річки Йордан, за 10 км на північний захід від Мертвого моря, в оазі. Населення близько 26 948 жителів (2014 р.). Біблійний Єрихон знаходиться приблизно за 1,5 км на північний захід від центру сучасного Єрихону. За допомогою систематичних розкопок в 1930–1936 роках і в 1952–1961 рр. встановлено, що поселення людей на місці біблійного Єрихону з'явилося близько 10 тис. років тому.

## Історія
Назва міста на івриті Yərīḥō, часто виводиться від ханаанського reaẖ, що означає «запашний» (арабська назва ʼArīḥā має теж таке походження і значення), але існують теорії про походження від ханаанського Yareaẖ («місяць») або імені бога місяця Яріха.
Біблія розповідає про частину історії міста Єрихон: Книга Ісуса Навина 6 розділ (Старий Заповіт), вірш 26 в 6-ому розділі.
Ось як описує Біблія руйнування стін Єрихону під час облоги міста народом Ізраїлю: «Тоді загукали люди і затрубили священники в труби. Як же люд почув, що трублять, тоді загукали всі страшенним криком, і мури міста впали руїною; народ же ринув у город, кожен звідти, де стояв; сим робом опановано місто» (Кн. Ісуса Навина, 6:20).
Майкл Грант (англ. Michael Grant; 21 листопада 1914, Лондон — 4 жовтня 2004,) — британський антикознавець, нумізмат, автор багатьох популярних робіт з античної історії, професор, в своїй книзі «Історія Стародавнього Ізраїлю» повідомляє: «...  Взяття Ісусом Єрихона, що обросло масою героїчних легенд, ставилося під сумнів на тій підставі, що, за даними розкопок, на той час там не існувало жодного міста (останнє місто було зруйноване до 1300 р.)...».
Також Майкл Грант повідомляє: «Єрихон був повністю зруйнований землетрусом і більше не відновлювався за 300 років до того часу, як за біблійною казкою до Єрихону підійшли перші євреї, та протрубили в „єрихонські труби“, щоб зруйнувати це місто».

## Новітня історія
Після Шестиденної війни у 1967 році Єрихон перейшов під владу Ізраїлю. Він був першим містом у 1994 році, що згідно з угодою в Осло, перейшло під контроль Палестинської автономії. У період ізраїльської реадміністрації 16 березня 2005 року Єрихон знову повернувся до складу Палестини.[джерело?]

## Археологія
- У 1868 році перші археологічні розкопки поселення проводив Чарльз Уорен.
- У 1907–1909 та 1911 роках німецькі вчені Ернст Зелін та Карл Ватцинґер проводили розкопки «Тель Ес-Султану» та «Тулул Ель-Алаїку».
- У 1930–1936 роках проводив розкопки Джон Ґерстенґ.
- У 1952–1958 роках археологом Кетлін Кеньйон були проведені більш обширні дослідження з використанням сучасніших технологій.
- У 1997 році Лоренцо Ніґро та Ніколо Маркеті провели обмежені розкопки. Трохи пізніше у тому ж році доктор Браянт Вуд відвідував історичний пам'ятник, щоб впевнитися у результатах попередньої експедиції.

### Тель Ес-Султан
Найперше поселення знаходилося на місці сучасного «Тель Ес-Султану» (або Тель Султану), за декілька кілометрів від безпосереднього центру міста. У перекладі з арабської «тель» означає «насип» — послідовні шари житлових споруд, які засипали по проходженню часу. Засипання житлових споруджень було характерним для давніх поселень Близького Сходу та Анатолії.
Єрихон це типове поселення епохи докерамічного неоліту «A» і «B».
Існування Єрихону поділяють на кілька періодів:

#### Натуфійський період
Протонеоліт — будування споруд вочевидь почалося тут ще до винаходження землеробства, з кам'яних споруджень натуфійської культури, які з'явилися раніше 9 тисяч років до нашої доби.

#### Докерамічний неоліт A
8350–7370 роки до н.д.. Іноді називають «султанійським періодом». Поселення займало 40000 м² і було захищено кам'яними мурами, з кам'яною вежею посередині одного з мурів. Це найдавніші з усіх відкритих археологами кам'яних стін. У місті розташовувалися круглі будинки з сирої цегли, поки що без планування вулиць. Жителі (приблизно 400–2000 чоловік) вирощували окультурену пшеницю, ячмінь і боби, та займалися полюванням на диких тварин.

#### Докерамічний неоліт B
7220–5850 роки до н.е (але дати отримані радіовуглецевим методом вказують на давніші часи). Розширився діапазон окультурених рослин. Можлива доместикація вівці. Культ, що включає поховання людських черепів у глиняних масках, які відтворюють контури обличчя, та у деяких випадках з мушлями в очницях.
Після неоліту «A» поселення на кілька сторіч обезлюдніло, потім у пошкодженій поверхні телю були знайдені спорудження докерамічного неоліту «B». Його архітектура складалася з прямолінійних домів з сирої цегли на кам'яному фундаменті. На поверхні цеглин спеціально лишали заглибини від пальців, щоб краще прилягав з'єднувальний розчин. Зазвичай, групи з кількох кімнат розташовували навколо внутрішнього подвір'я. В них була одна велика кімната (6.5x4 м та 7x3 м) з внутрішнім розділенням, решта маленьких кімнат використовувалася, як сховища для припасів. Підлогу обмазували глиною червоного, кремового, світло-рожевого або білого кольорів.

##### Інші знахідки
- Кремінь: наконечники стріл, зазубрені вкладиші серпів, різці, скребки, та кілька вирізаних сокир. Одновідсотковий обсидіан, цифтлік, та зелений обсидіан з невідомого джерела.
- Камінь: ручні млини, зернотертки, кілька сокир з вулканічних порід. Тарілки та чаші, вирізані з вапняку.
- Кістка: спатули та свердла.
- Стилізовані фігурки людей з гіпсу, майже у натуральну величину.
- Фігурки людей та тварин з глини.
- Малахітові та черепашкові намиста.

#### Керамічний неоліт «A» і «B»
Кінець IV тисячоліття до н.е. Простежується культура другої половини неоліту, і загальний характер знахідок вказує на зв'язок з іншими поселеннями другої половини неоліту у Західній Сирії та Межиріччі. Прямолінійні будинки з сирої цегли та гіпсовими дахами. Присутнє планування вулиць.

### Бронзова доба

#### Мури Єрихону та середньовічні уявлення в християнській та гебрейській традиціях
У біблейській «Книзі Ісуса Навина» (гл.6) надано нарис міста із єдиним муром. Однак гебрейська середньовічна традиція зображує його в оточенні семи мурів, які можливо символізують сім ханаанських народів, які не змогли підкорити місто — на відміну від євреїв (гл. 24:11 у «Книзі Ісуса Навина», інтерпретація відома з твору рабі Еліезера Вормського, Eleazar of Worms, близько 1176–1238).
Перші згадки про сім мурів Єрихону відомі з сирійського християнського літопису VI ст., який стверджує, що місто було побудовано сімома царями, кожний з котрих додавав місту власний мур. Ймовірно, що ця традиція зазнала впливу елліністичного нарису про те, що сім мурів та план лабіринту мала Троя. На зв'язок із останнім мотивом також вказують середньовічні зображення лабіринту-Єрихону у християнській традиції. До гебрейської вони входять у XIII–XV ст., та зникають із вжитку у XIX ст.
Згідно біблейському нарису, падіння Єрихону було спричинене семикратним обходом мурів міста. Гебрейська традиція на згадку цієї події приписує 7 раз обходити синагогу на сьомий день свята Суккот (т.з. «Велика осанна» Hoshana Rabbah). Давню культурну паралель до цієї практики маємо також у мусульманському ритуалі Таваф.

Одна з версій загибелі Єрихону близько 1650 р. до н.е. - падіння метеориту.

### Тулул Абу Ель-Алаїк
Поселення, що існувало у елліністичний, ново-заповітний та ісламський періоди, від якого залишилися насипи у «Тулул Ель-Алаїку», за 2 км на заході від сучасного Єрихону. Є припущення, що поселення постійно зазнавало нападів.

## Міста-побратими
- Lærdal Municipalityd, Норвегія (20 липня 1998)[10]
- Іліо, Греція (8 вересня 1999)[7]
- Алессандрія, Італія (15 червня 2004)[11][12]
- Егер, Угорщина
- Каліпатрія, США
- Кампінас, Бразилія (28 листопада 2001)[5][6]
- Крагуєваць, Сербія
- Ліон, Франція
- Нант, Франція
- Османґазіd, Туреччина (11 листопада 2014)[13]
- Піза, Італія (28 вересня 2000)[3][4]
- Сан-Джованні-Вальдарно, Італія (18 жовтня 2003)[11]
- Санта-Барбара-д'Уестіd, Бразилія (15 січня 1998)[5]
- Ясси, Румунія (16 липня 2003)[8][9]

## Галерея

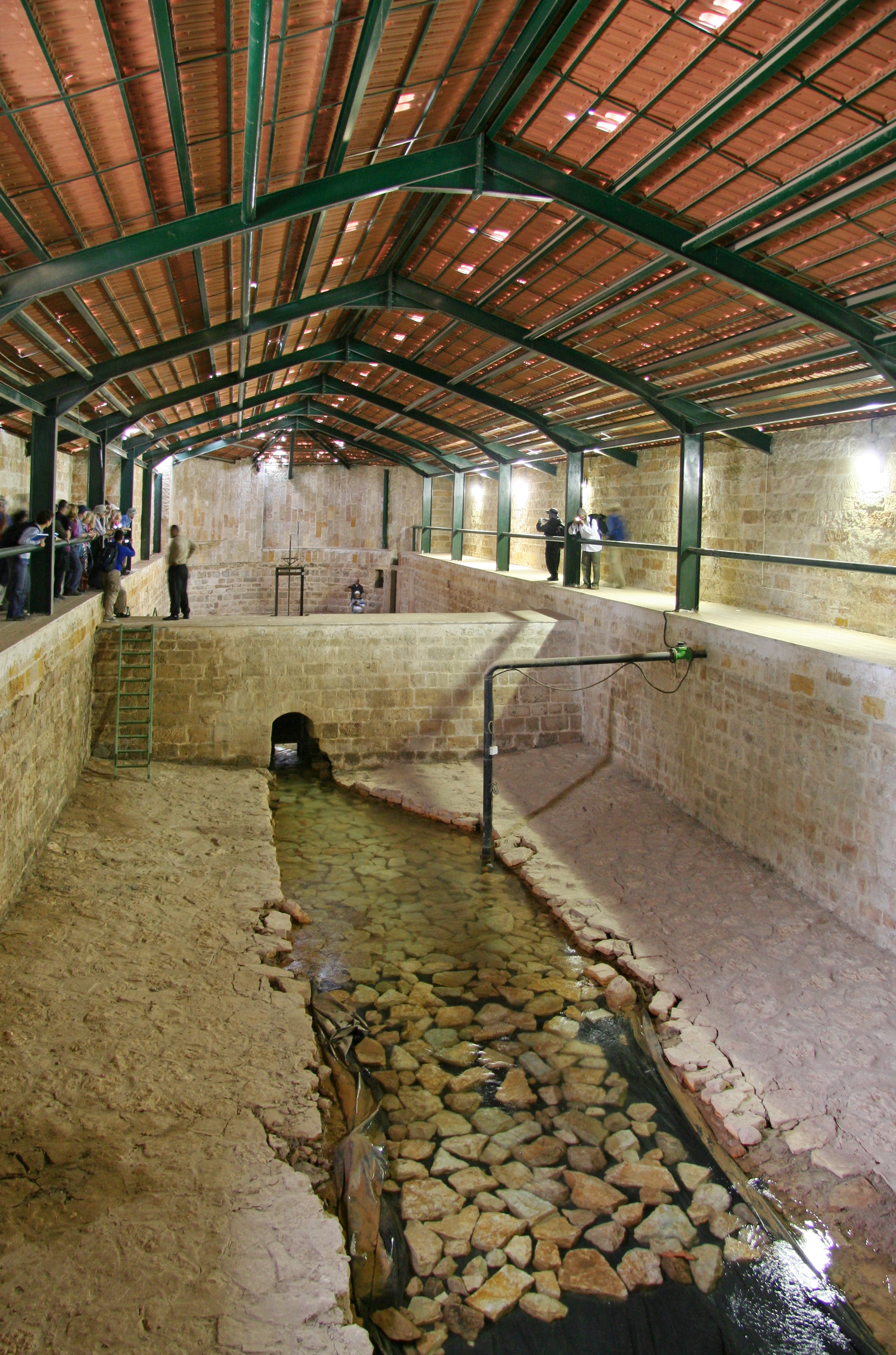
Джерело пророка Єлисея в Єрихоні
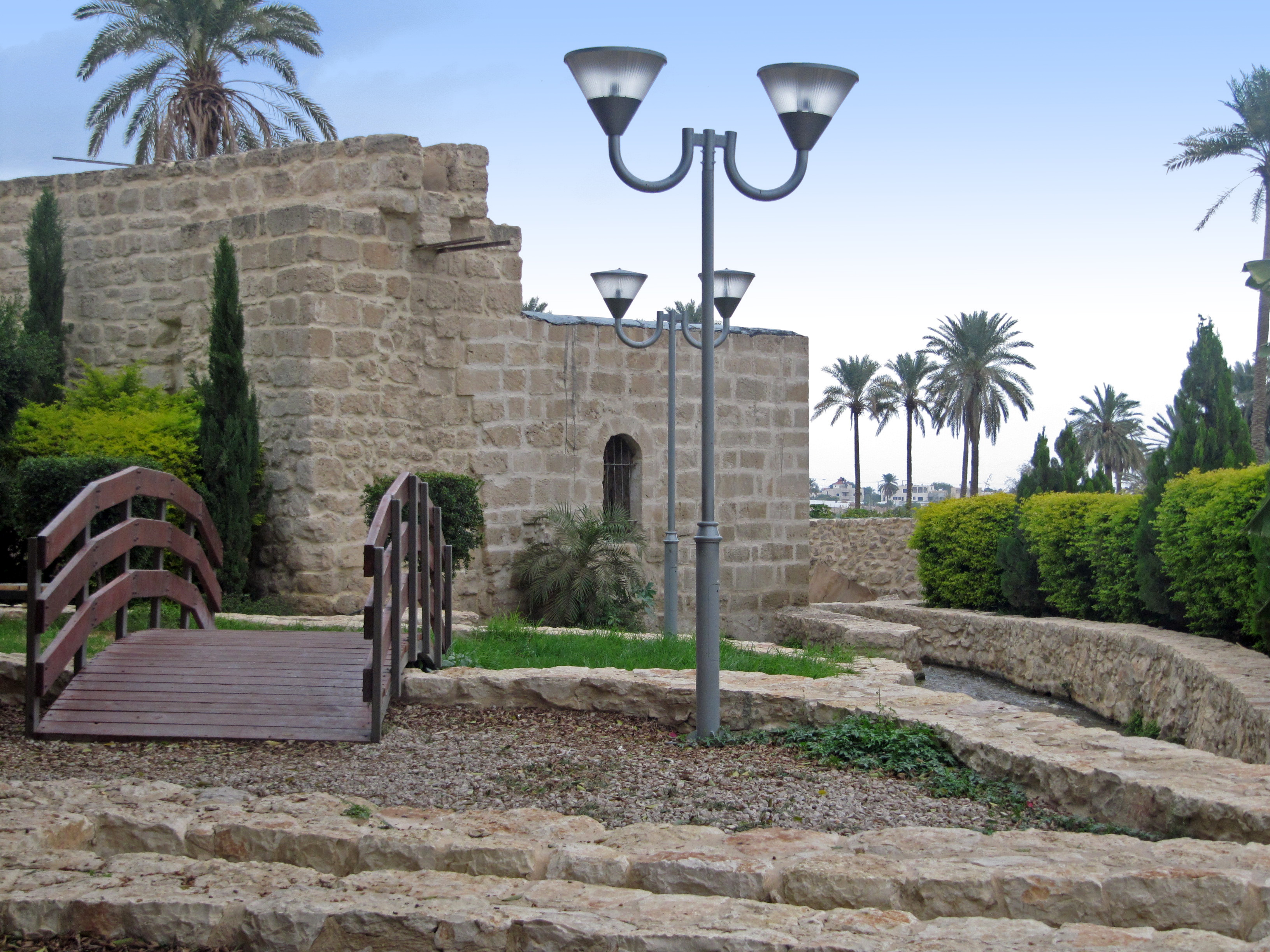
Канава біля джерела Єлисея в Єрихоні
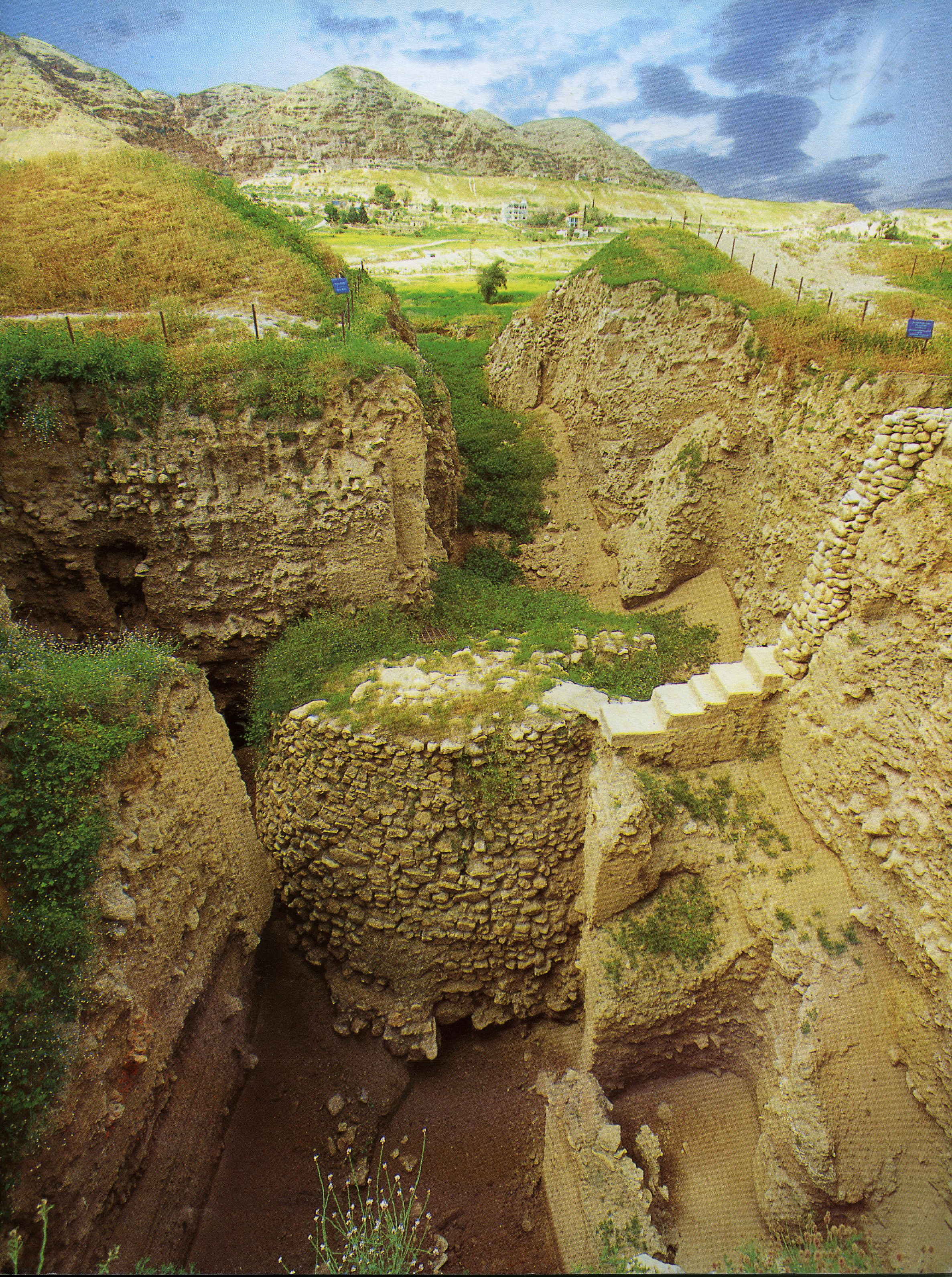
Залишки вежі в Єрихоні «Тель аль Султан»
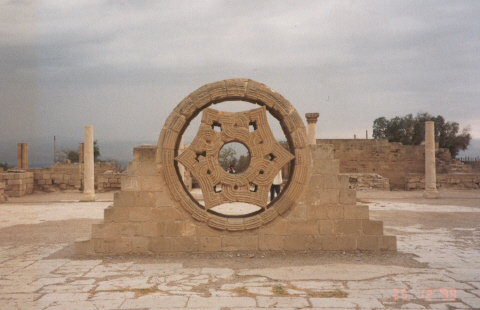
«Гішам» в Єрихоні, споруда Омеядів
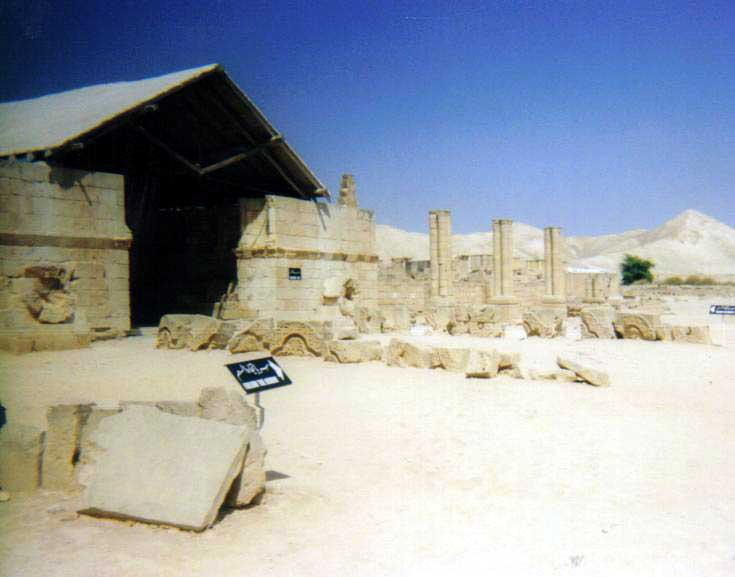
Палац Гішама — археолоґічний пам'ятник за 5 км на північ від Єрихону
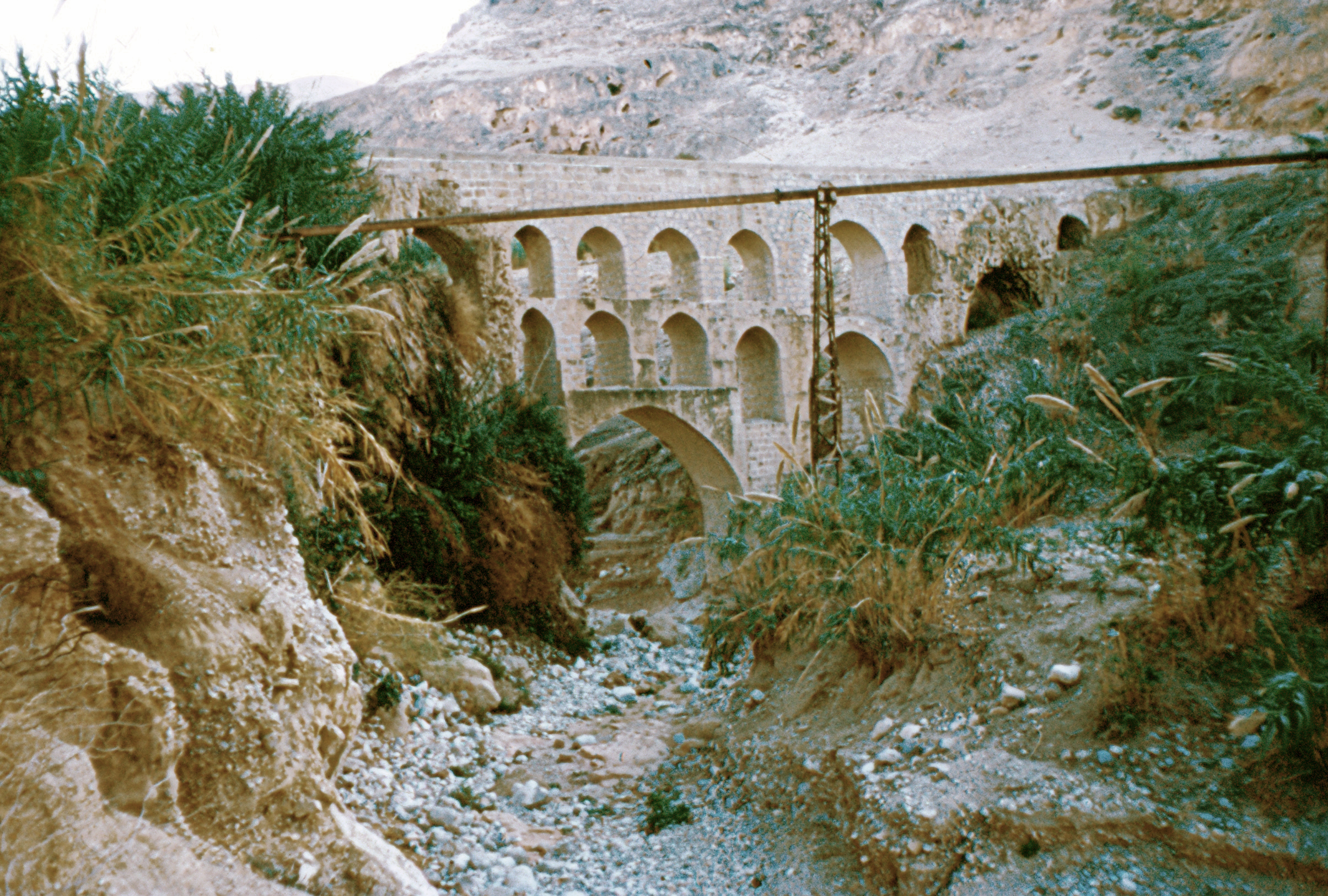
акведук у Єрихоні часів Римської імперії
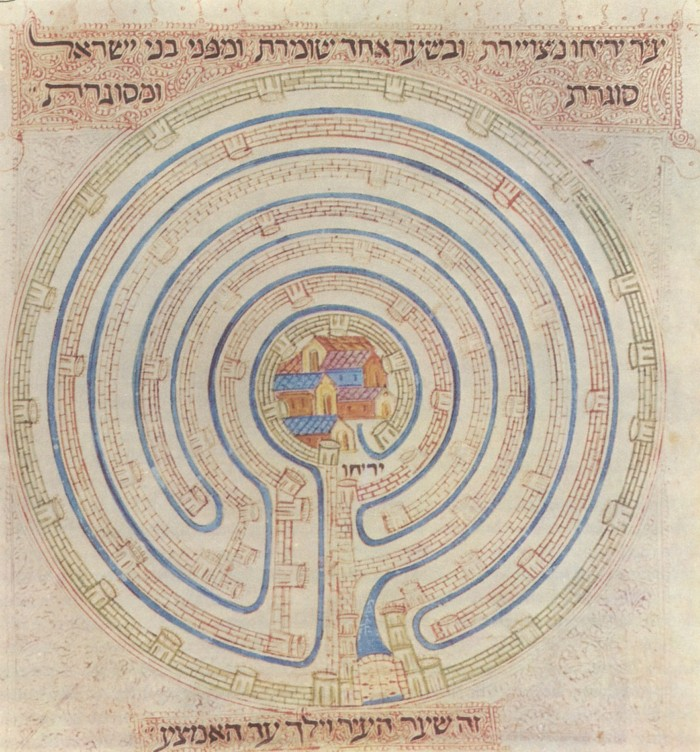
Карта Єрихону XIV століття
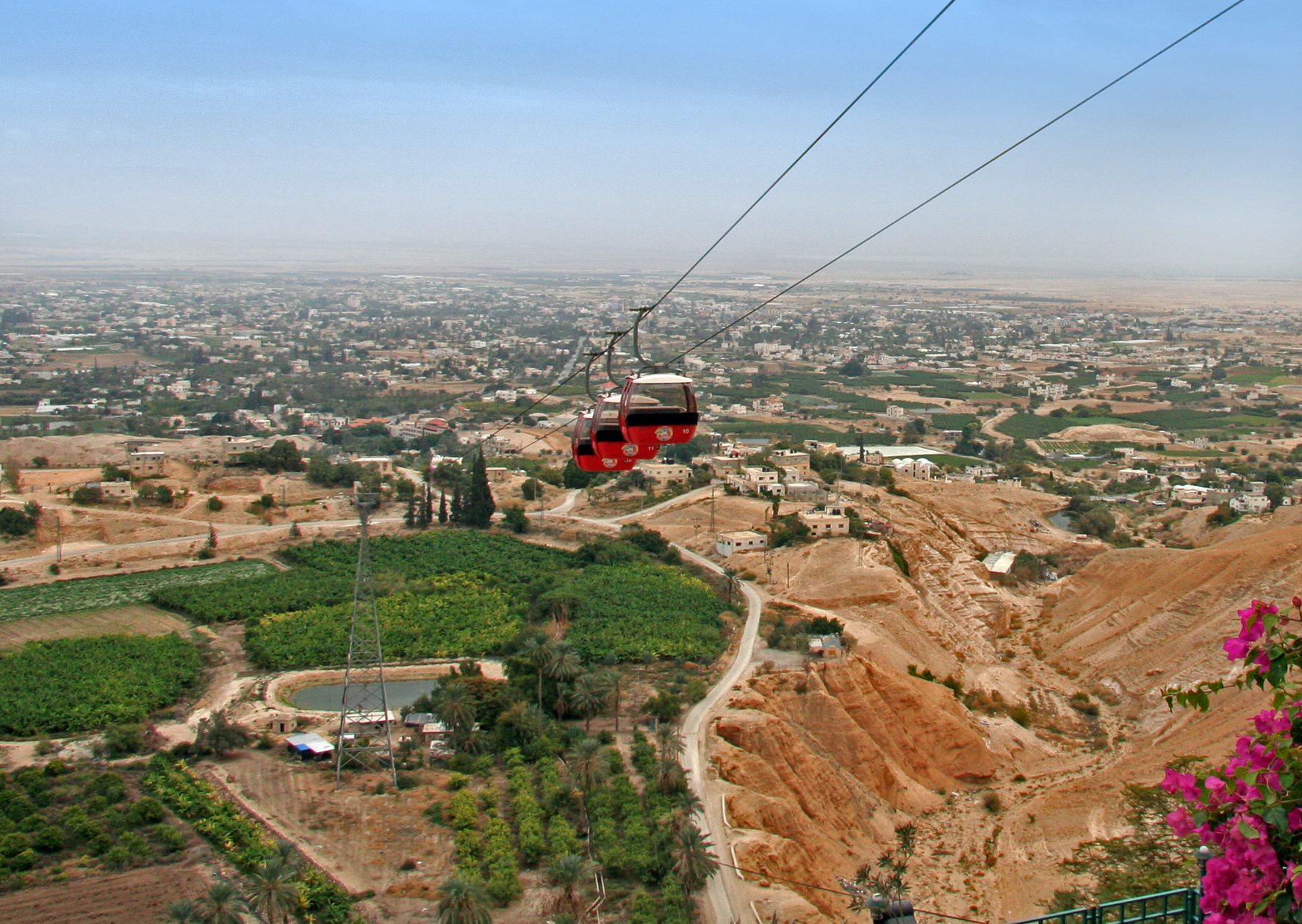
сучасний Єрихон згори (вид з монастиря Спокус Ісуса Христа «Дейр-ель-Каранталь»)